# Museo de Asia y Pacífico de Varsovia
El Museo de Asia y Pacífico (nombre completo en polaco: Muzeum Azji i Pacyfiku im. Andrzeja Wawrzyniaka w Warszawie) es un museo fundado en 1973 en Varsovia. Es el único en Polonia con colecciones dedicadas exclusivamente a las culturas de Asia, Oceanía y Australia. El museo proviene de la colección privada de más de 3000 objetos acumulada por Andrzej Wawrzyniak, marinero, diplomático y aficionado al arte oriental que la donó al estado tras regresar a Polonia de sus años trabajando en la embajada.
El museo está ubicado en dos edificios: el antiguo matadero municipal en calle Solec y en la planta baja del edificio de apartamentos adyacente.

## Historia del museo
La historia del Museo de Asia y el Pacífico comienza con la colección privada de obras de arte y artesanía de Indonesia, recopiladas por Andrzej Wawrzyniak, cuando fue diplomático polaco en la embajada en Yakarta entre 1961 y 1971.   Esta colección incluía aproximadamente 3.000 objetos, entre armas, máscaras, telas, esculturas, pinturas, objetos cotidianos, marionetas y otros. Esta colección tan enorme y diversa era imposible de mantener para un particular debido, entre otras cosas a los altos costos del mantenimiento profesional constante y necesario, la necesidad de contar con almacenes adecuados y un desarrollo profesional y sustantivo.
Tras regresar a Polonia en 1971 el propietario inició esfuerzos para transformarlo en un museo independiente y al mismo tiempo nombrarse a él mismo como director y curador vitalicio. La idea se la sugirió su amigo, el etnógrafo y conservador del Museo Etnográfico de Cracovia, Janusz Kamocki, basándose en el precedente de la donación al Estado de una colección de relojes antiguos por parte de Andrzej Przypkowski en Jędrzejów. La donación se formalizó por escritura notarial en 26 de febrero de 1973, Andrzej Wawrzyniak donó su colección al tesoro estatal y se convirtió en director del Museo del Archipiélago de Nusantara, ubicado dentro de las estructuras del Museo Histórico de Varsovia (ahora Museo de Varsovia, en polaco: Muzeum Warszawy).
A petición del Ministerio de Cultura y Arte en 1976 se creó el Museo de Asia y  Pacífico de Varsovia como entidad presupuestaria independiente y con personalidad jurídica. El órgano supervisor era el alcalde de la ciudad y el Ministerio de Cultura y Arte; a partir de 1999 es el autogobierno del voivodato de Mazovia. 
El 29 de agosto de 2017 la Asamblea de Mazovia aprobó una resolución para renombrar el Museo de Asia y el Pacífico en Varsovia en honor a Andrzej Wawrzyniak. De esta manera, las autoridades provinciales decidieron homenajear al creador y director del Museo y sus aportes a la creación y desarrollo de esta institución.
Directores
- Andrzej Wawrzyniak (1973-2013)
- Joanna Wasilewska (2013-2023)[3] [1]
- Józef Zalewski (desde 2023)

## El oasis asiático
El museo posee un patio ajardinada llamado Oasis Oriental. Se trata de un pequeño jardín, que poco a poco recibió diversos elementos modernos de inspiración asiática. Su punto fuerte es la copia de la pagoda del Pilar Único vietnamita, un templo budista del siglo XI en Hanói. Construyeron una estructura cuadrada sobre un solo poste circular en 1988. Con motivo del 15.º aniversario del Museo, vinieron artesanos de Vietnam. Posteriormente fue trasladado varias veces durante las transformaciones que sufrió el Oasis. Otros elementos importantes incluyen una campana de un templo nepalí de  Dharan, donada al museo por Motilal Dugar; la escultura de piedra "Buda de la creación" de Miłosz Płonka y los bajorrelieves de cerámica de Paweł Wolański que representan dragones chinos jugando con una perla. En 2000 se construyó un mirador de madera en estilo chino. La pared del nuevo edificio, visible desde el jardín, está decorada con esgrafiados en blanco y negro inspiradas en el teatro de sombras javanés diseñado por el Tytus Sawicki del Departamento de Conservación de la Academia de Bellas Artes de Varsovia. Posteriores grafitis fueron realizados por estudiantes de la Academia de Bellas Artes bajo la supervisión del mismo autor. El último proyecto de Oasis, diseñado por Agata Brzezińska, se remonta a 2012 y consta de dos partes: la elevada, junto al edificio de administración, y la "colgada", situada en lo más profundo del terreno, más cerca de la concurrida Wisłostrada, en el tejado de los almacenes del museo.

## Colección
La colección indonesia fundadora, que incluye, entre otros: armas cuerpo a cuerpo, telas, títeres y máscaras de teatro, instrumentos musicales, convive con esculturas y pinturas de artistas contemporáneos: Mongolia, India, Nepal, Tíbet, Vietnam, Birmania, Laos, China, Asia Central (Uzbekistán, Tayikistán, Turkmenistán, Kazajistán, Kirguistán), Afganistán, Papúa Nueva Guinea y Vanuatu.
Casi desde el principio, el Museo reunió no sólo colecciones de origen asiático, sino también obras de artistas polacos inspirados en Asia. Incluyendo las obras de Andrzej Strumiłło, Aleksander Kobzdej, Tadeusz Kulisiewicz, Roman Opałka y Stanisław Poznański. El museo también es patrocinador de actividades artísticas. Sus carteles y medallas conmemorativas han sido diseñados por destacados artistas polacos.
Debido a que el Museo de Asia y el Pacífico operó  muchos años sin una exposición permanente, fue presentando sus colecciones en exposiciones temporales, principalmente en sus dos pequeñas ubicaciones adicionales: la Galería Nusantara ( dirección ul. Nowogrodzka 18a) y Galería Azjatycka 5 (en ul. Freta en la Ciudad Nueva), así como en muchos lugares de Polonia y del extranjero. A sus 40 años de actividad, el Museo había organizado unas mil exposiciones temporales, además de sus propias colecciones, presentando también el trabajo de artistas contemporáneos y fotógrafos. 

## Biblioteca asiática
La Biblioteca Asiática tiene más de 14.000 volúmenes. Recoge principalmente publicaciones científicas sobre la cultura material y espiritual de países de Asia, Australia y Oceanía. La biblioteca fue fundada gracias a la colección privada de libros del fundador y primer director del museo, Andrzej Wawrzyniak. Los grabados más antiguos de la biblioteca datan del siglo XIX y muchos de ellos están ricamente ilustrados. La biblioteca reúne publicaciones nacionales y extranjeras, tanto académicas como artísticas y populares, incluidas muchas obras únicas de las colecciones polacas. Un lugar importante lo ocupan los catálogos de museos, obtenidos en el marco de la cooperación con museos de todo el mundo. La biblioteca también incluye numerosas revistas especializadas, diccionarios y enciclopedias, así como catálogos de subastas de arte asiático.

## Exposiciones

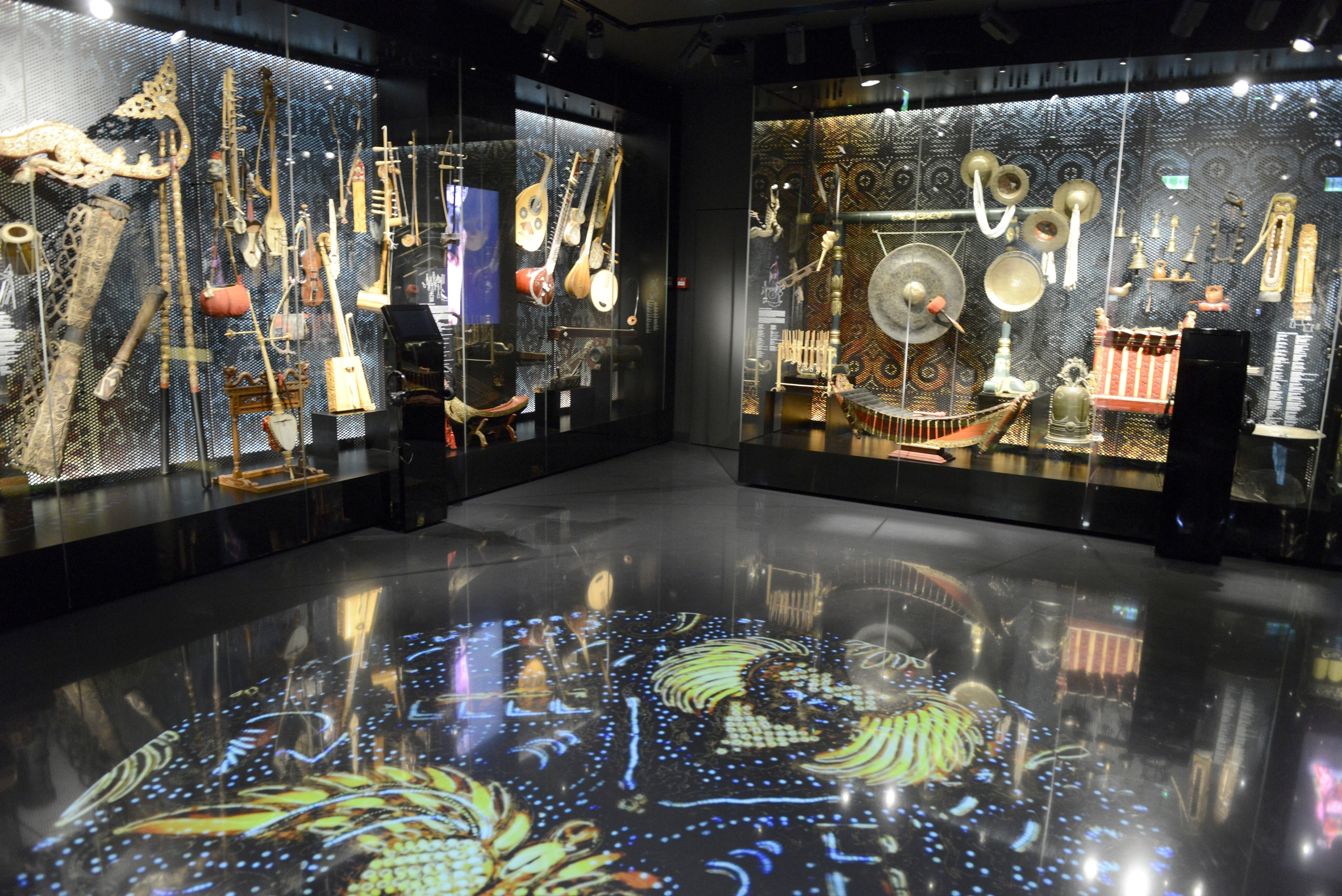
Sound Zone – exposición permanente en el Museo de Asia y el Pacífico

En septiembre de 2016 en el Museo de Asia y el Pacífico se inauguró la primera parte de la exposición permanente titulada Strefa Dźwięków, zona de sonido. La exposición presenta 120 instrumentos musicales de diversas áreas culturales y países. Estos van desde instrumentos de construcción sencilla, tocados por aficionados, hasta verdaderas obras de arte, utilizadas por músicos profesionales en las cortes de los gobernantes. El contexto cultural y sus funciones se presentan mediante diversos multimedia..
En junio de 2022 Se inauguró la exposición permanente Viajes a Oriente. Exhibe más de 900 objetos de Asia y Oceanía, incluidos objetos de países árabes, ejemplos de ropa y pinturas de la era kayar de Irán, una rica colección de ropa, joyas y artesanías de Asia Central, artefactos relacionados con la vida y las religiones del pueblos nómadas de Mongolia y una colección de más objetos de las islas de  Indonesia, que incluye  máscaras, armas y modelos de barcos. Se divide en 5 partes:
- Sudoeste de Asia
- Asia Central
- Mongolia
- Indonesia
- Zona de sonido[8]

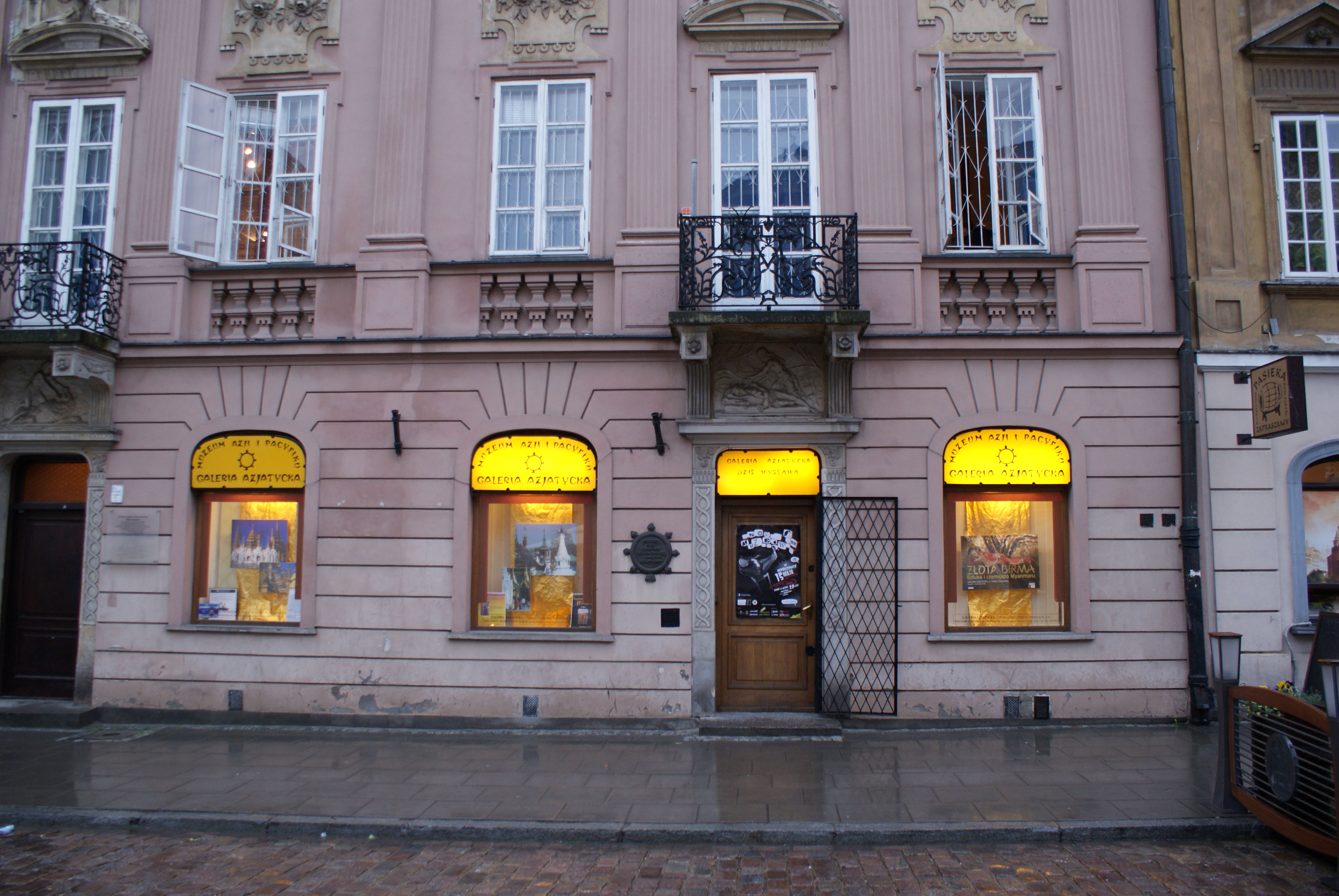
La casa que albergaba la Galería Asiática

En 2016 también se puso en funcionamiento una nueva sala de exposiciones temporales.

## Galería

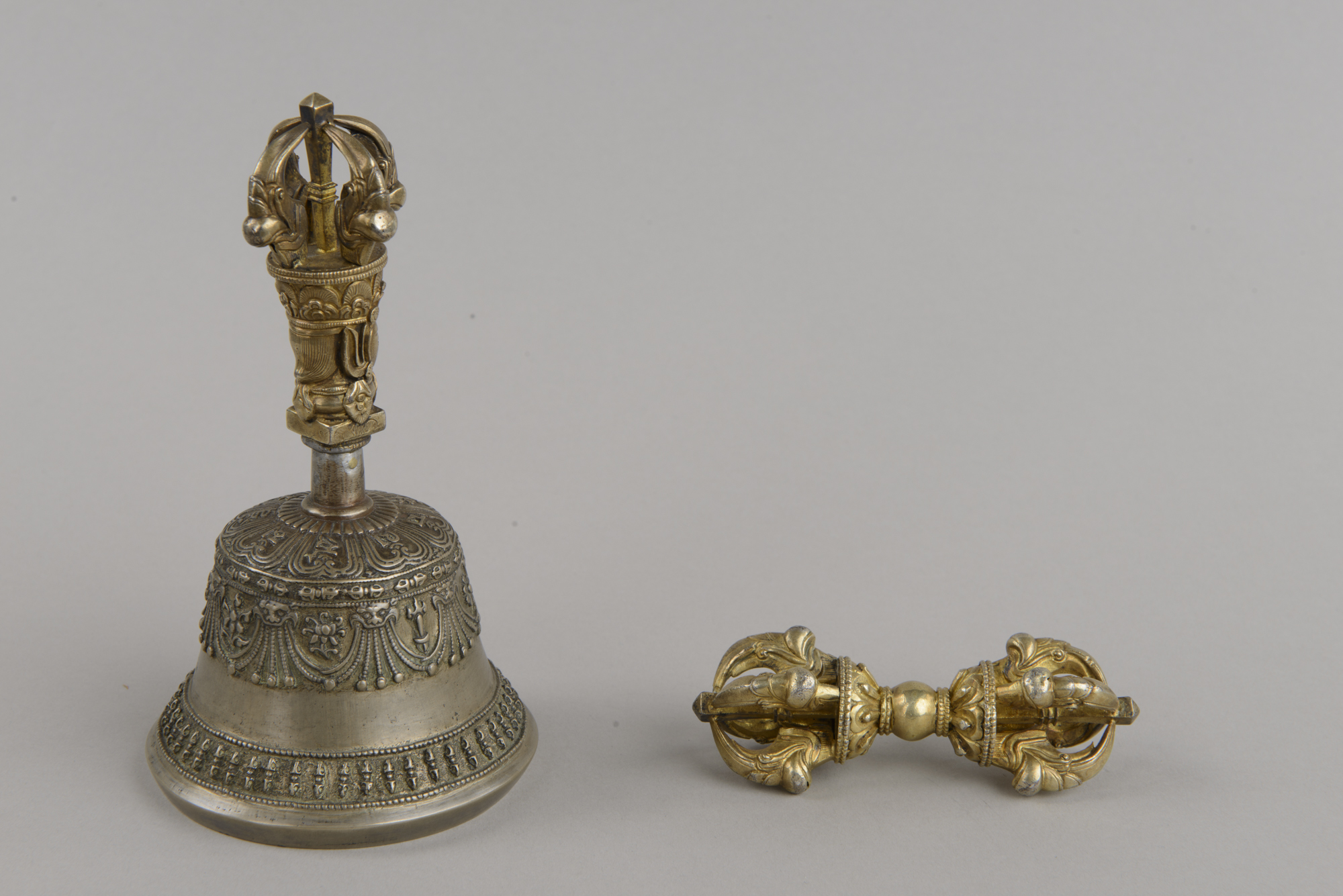
Camapana vajra y cetro (China)
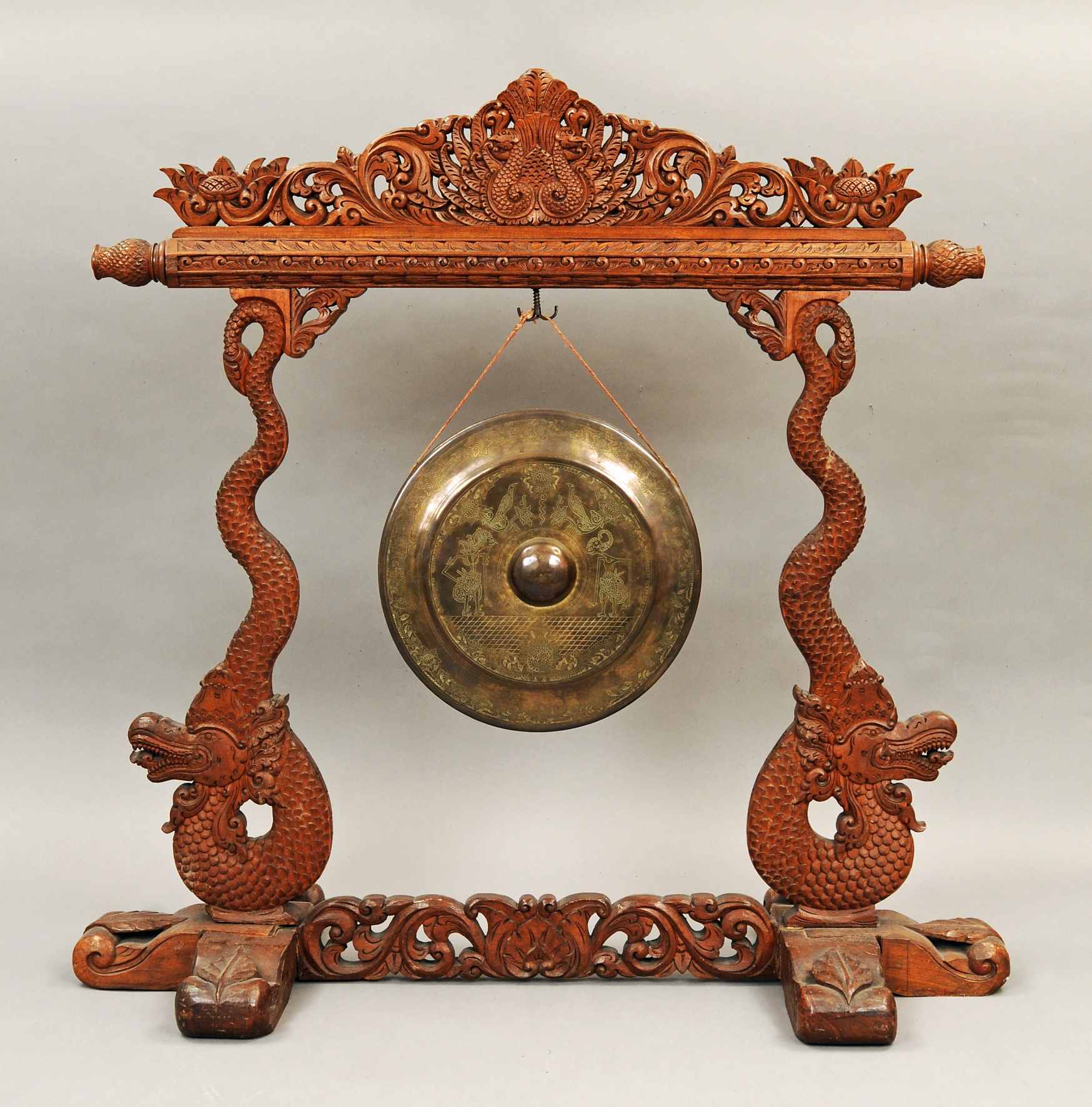
Gong (Java Central)
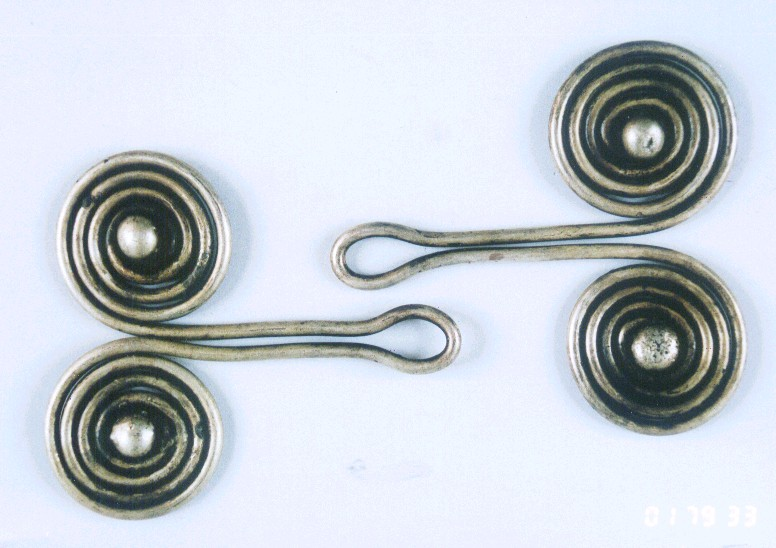
Pendientes Padang (Sumatra)
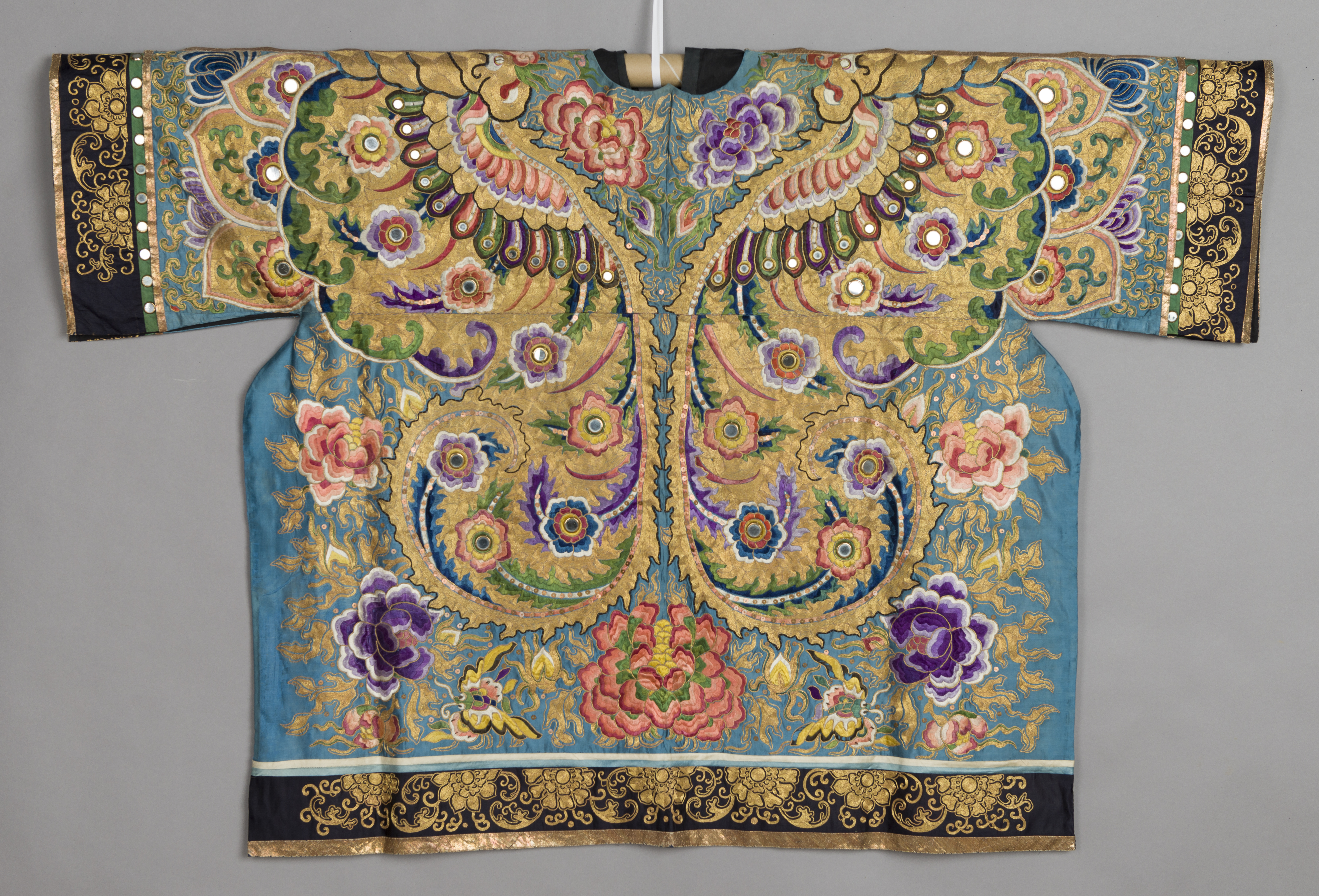
Disfraz de teatro (China)
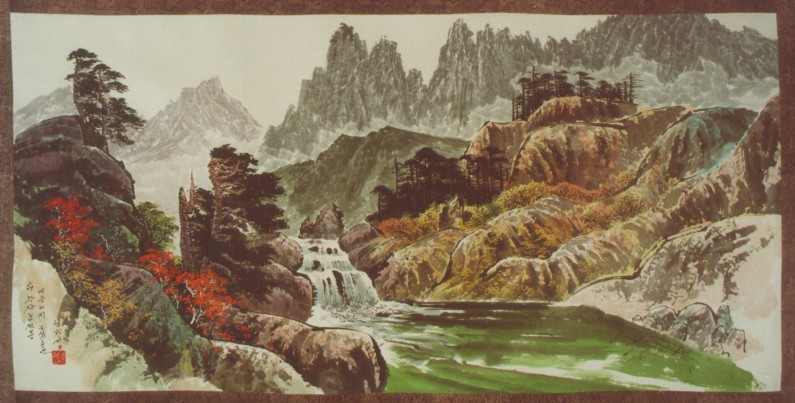
Paisaje de montaña – Chang Sob (Corea)
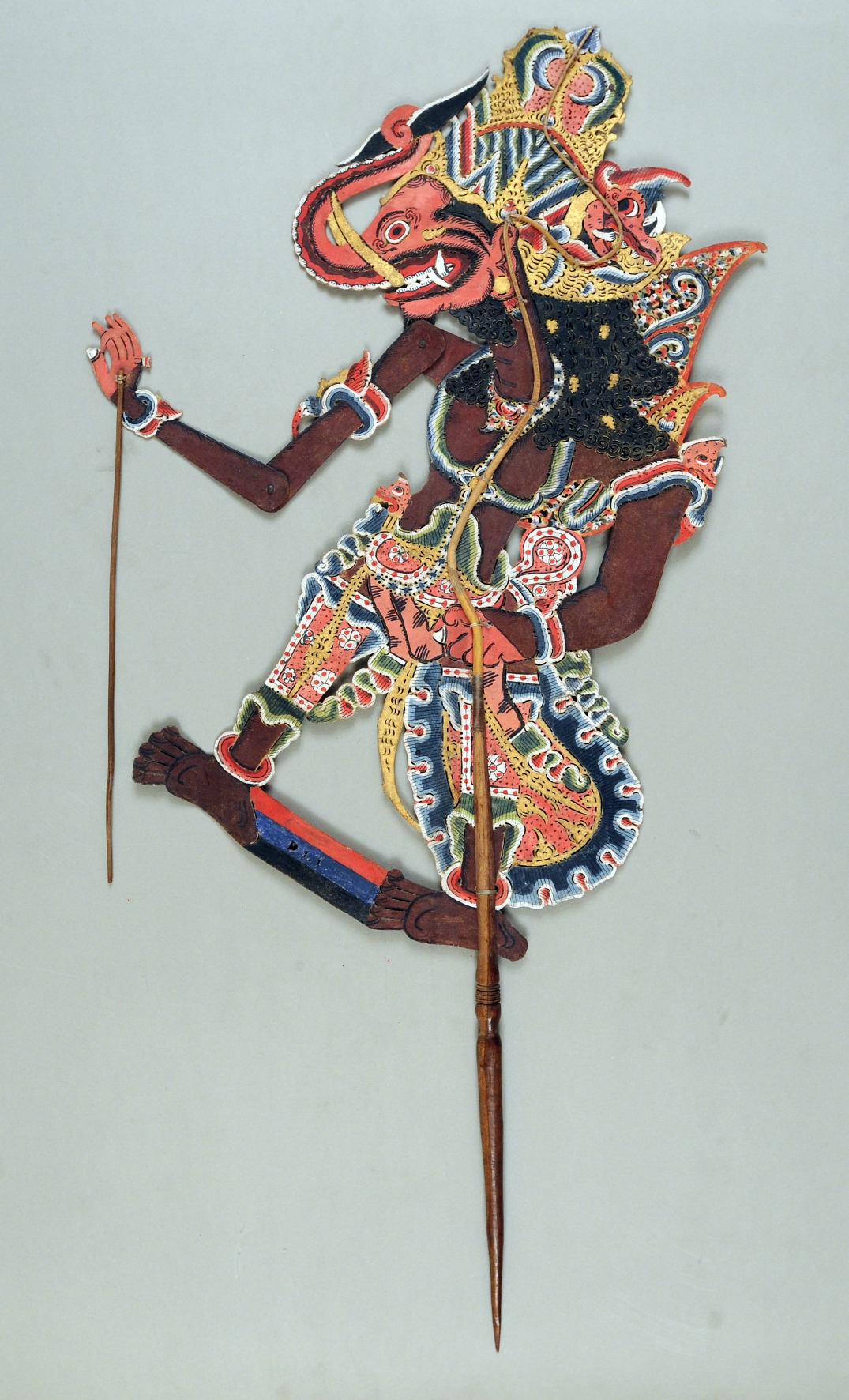
Marioneta de teatro de sombras Wayang Kulit – Ganesha (India)
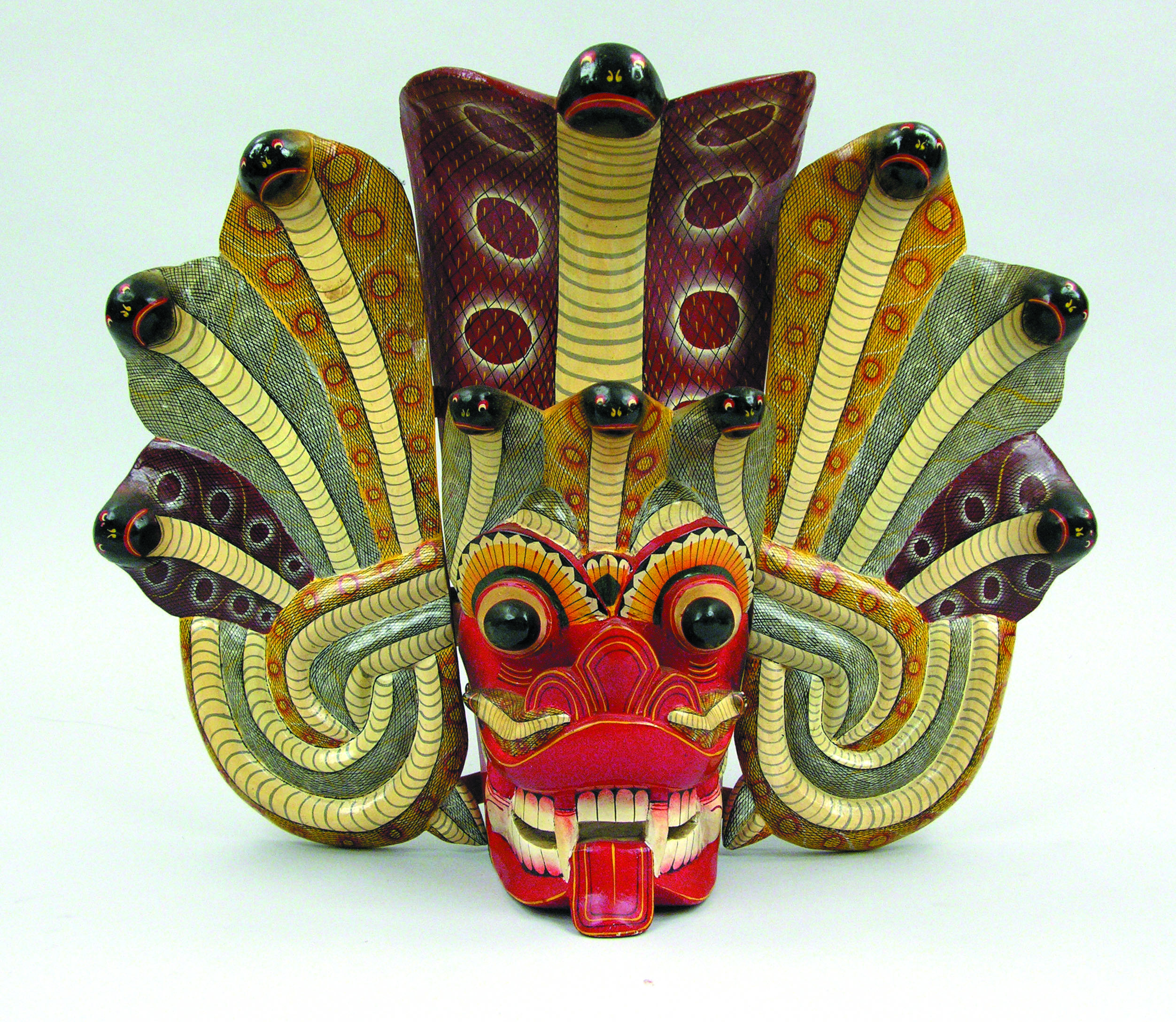
Máscara de danza (Sri Lanka)
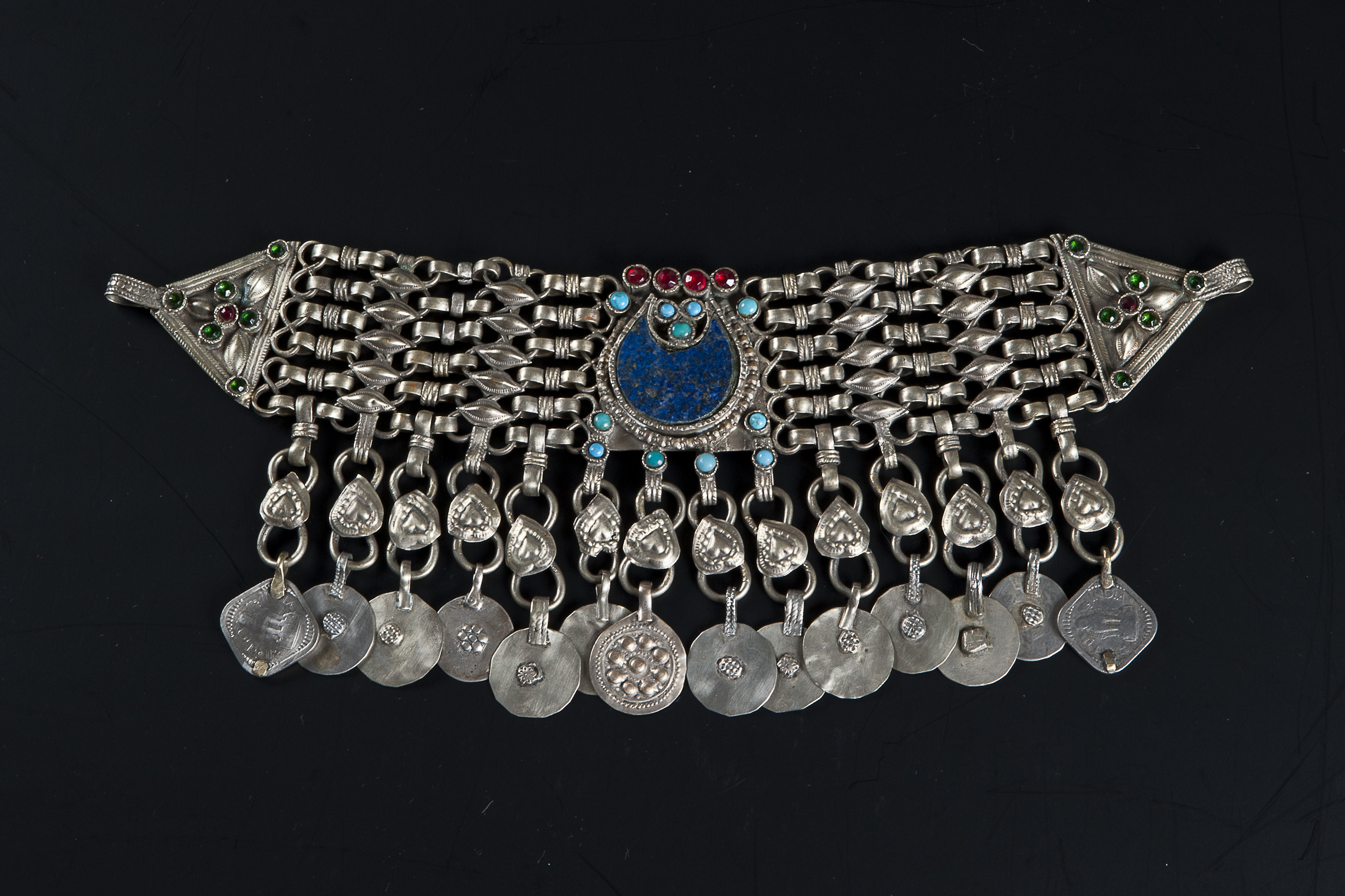
Collar (Afganistán)
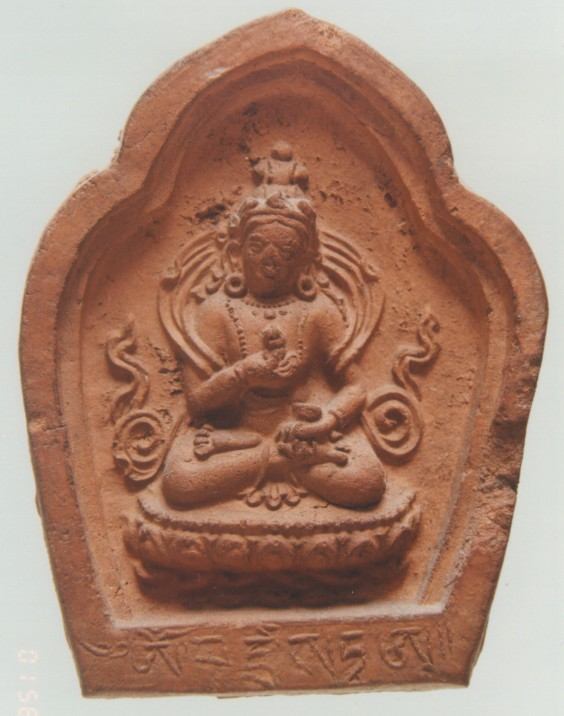
Bajorrelieve Tsa-Tsa – Buda (Mongolia)
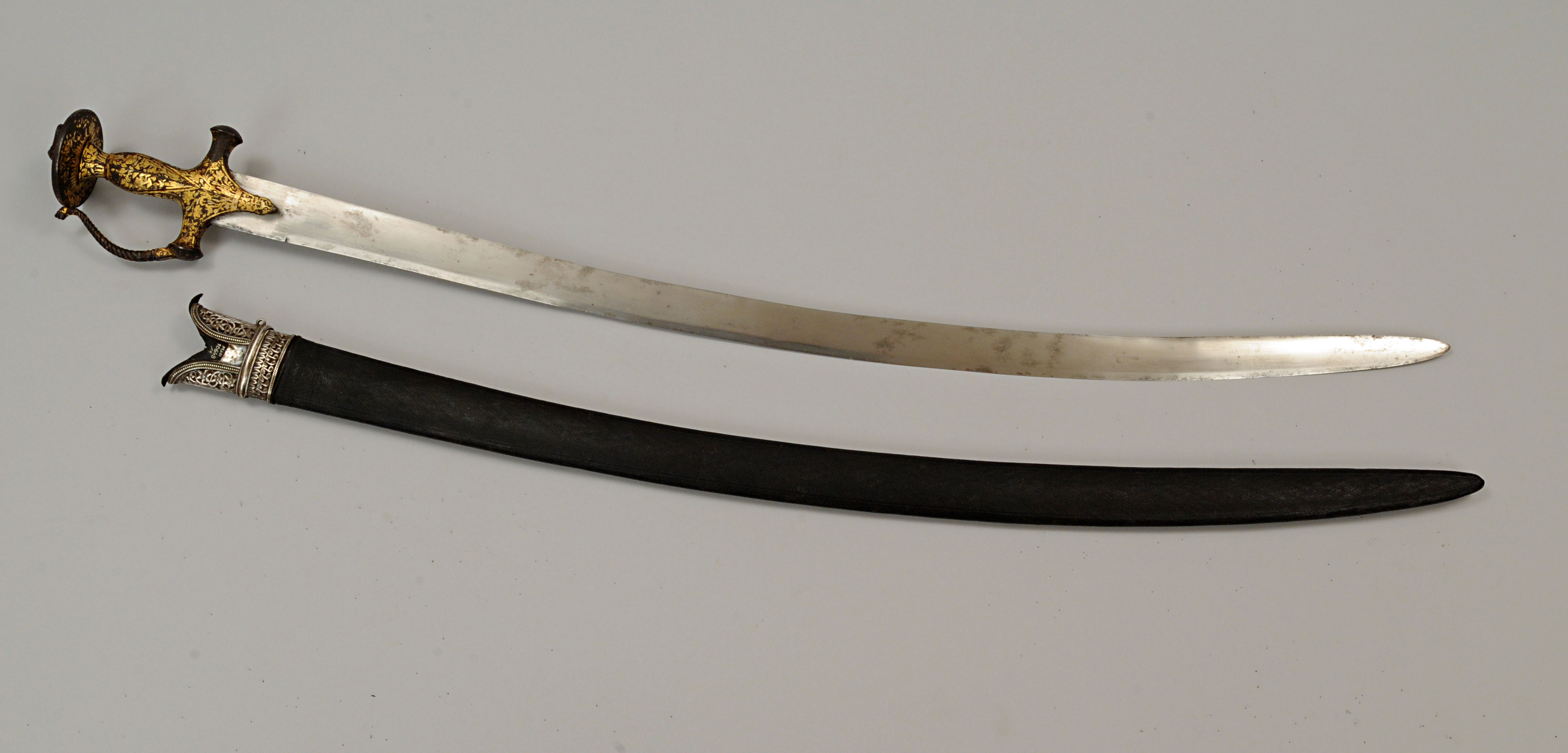
Sable Tarwar (India)
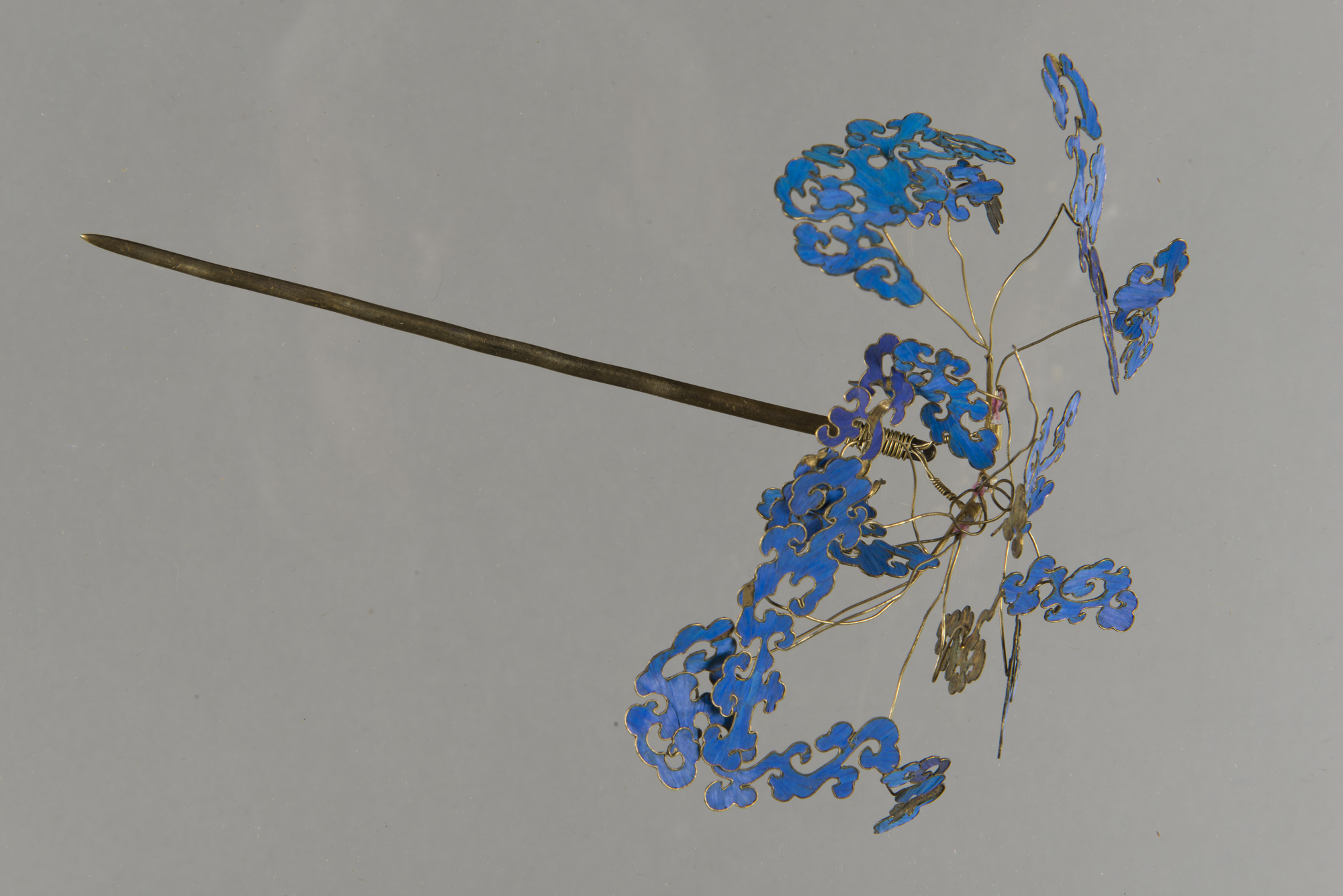
Pasador de cabello (China)
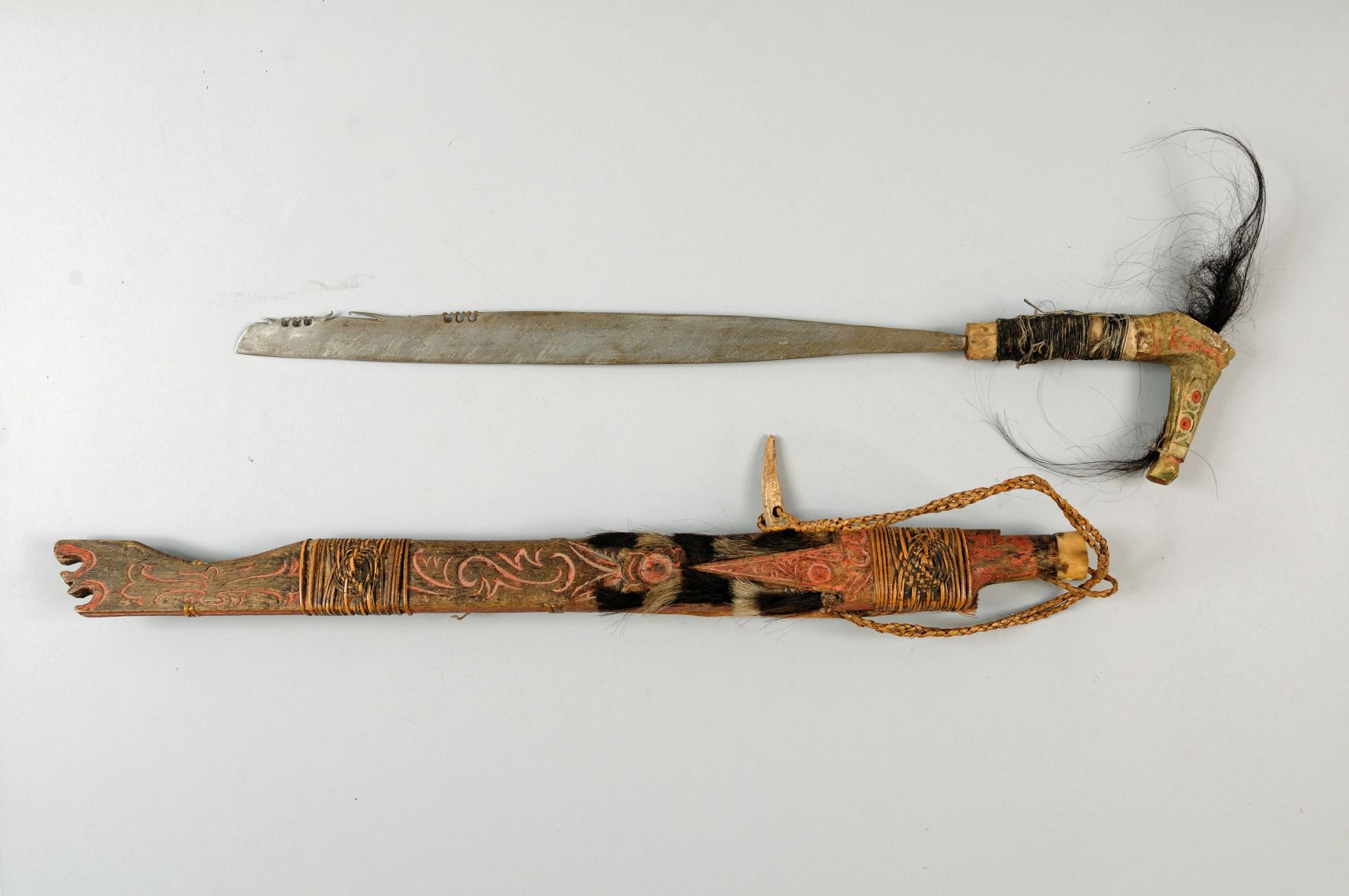
Cuchillo Parang (Indonesia)
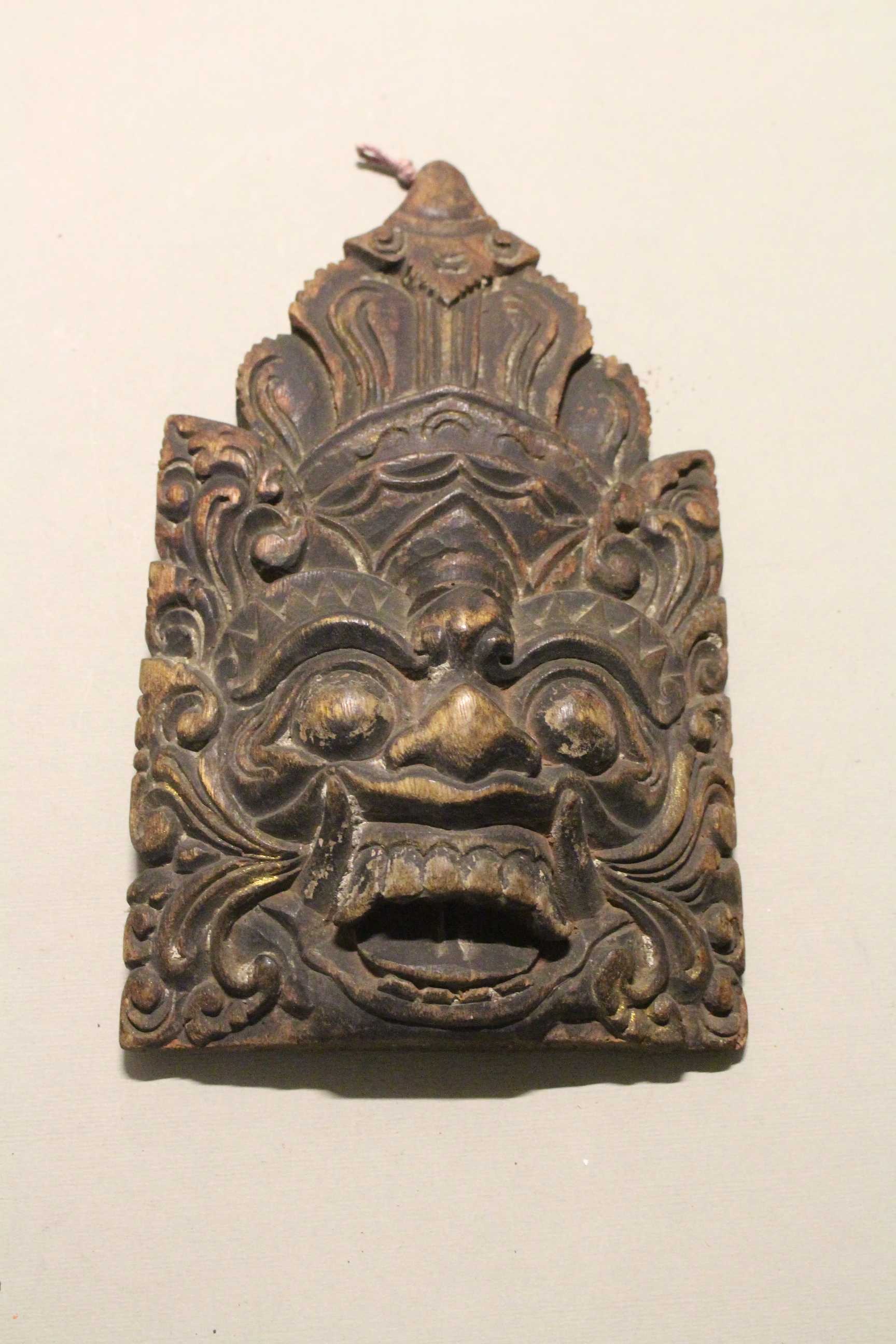
Máscara de demonio (Indonesia)
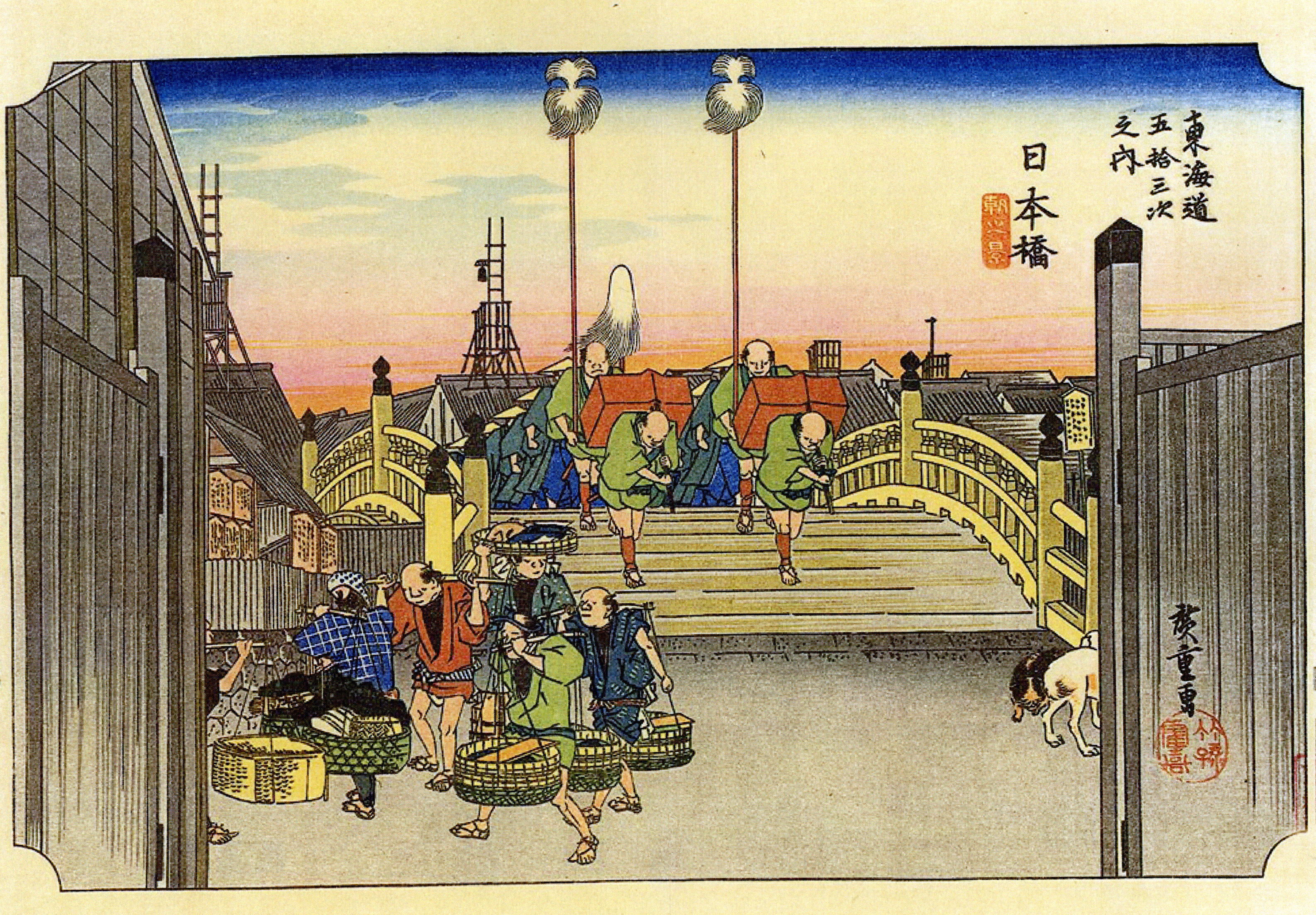
Hiroshige Puente Nihonbashi en Edo, serie 53 estaciones de Tōkaidō